# Innocent Eyes
Innocent Eyes é o primeiro álbum da cantora Australiana Delta Goodrem, lançado na Austrália em 21 de março de 2003 pela Epic Records e Mercury Records, e lançamento mundial pelo Universal Music Group. O álbum é uma coleção de baladas pop ao som do piano. Goodrem co-escreveu a maioria das letras, exceto "Throw It Away", "Lost Without You" e "Butterfly". Possui duas canções de sua inteira autoria, "In My Own Time" e "Will You Fall for Me". Innocent Eyes debutou como número um no Australian Albums Chart o que seria seu primeiro álbum em primeiro nas paradas  e vendeu 4.5 milhões de cópias ao redor do mundo (1.2 milhões só na Austrália). Do álbum saíram cinco singles que ficaram no topo das paradas Australianas "Born To Try", "Lost Without You", "Innocent Eyes", "Not Me, Not I" e "Predictable", dando a ela o recorde por ter 5 singles em primeiro nas paradas em seu primeiro álbum.
Innocent Eyes foi o álbum australiano que mais obteve sucesso em 17 anos. Ele foi o álbum mais vendido na década, da Austrália e é o sexto álbum mais vendido na história da Austrália.

## Pré Produção
Goodrem trabalhou com vários compositores e produtores como: Gary Barlow, Eliot Kennedy, Ric Wake (Celine Dion, Jennifer Lopez, Mariah Carey), Matthew Gerrard, Vince Pizzinga, David Nicholas (Elton John), The Rembrandts e Mark Holden. O álbum usa vocais "limpos" ao contrário da maioria das cantoras pop que usam sintetizadores em seus vocais. Goodrem disse "Eu quero um álbum que reflita esse momento que estou vivendo", "Cada música me leva a um lugar onde eu posso me lembrar do que aconteceu". E disse também "O álbum é como um diário que eu vim guardando por dois anos", "Cada música tem um significado único e particular para mim. Eu venho esperando há muito tempo por esse dia e espero que todos apreciem a música tanto quanto eu apreciei fazê-las".
Em 2004, Delta foi acusada de dever várias quantias de dinheiro ao compositor Mark Holden. Holden queria rever as condições do seu contrato com Goodrem e sua gravadora Sony Music Entertainment e solicitou os honorários de consultoria em dívida ao acordo. Ela também foi processada pelos produtores Trevor Carter e Paul Higgins. Eles processaram Goodrem e sua família sobre royalties que não foram pagos e pelos direitos de um álbum de Delta que iria ser lançado em 2000.

## Desempenho nas Paradas
| \| Chart (2003) \| Pico posição \| \| ---------------------------------------- \| ------------ \| \| Australian ARIA Albums Chart (Australia) \| 1 \| \| Austria Albums Chart (Áustria)[6] \| 27 \| \| Finland Albums Chart (Finlândia)[7] \| 15 \| \| France Albums Chart (França)[8] \| 39 \| \| Germany Albums Chart (Alemanha)[9] \| 27 \| \| Ireland Albums Chart (Irlanda) \| 3 \| \| Netherlands Albums Chart (Holanda) \| 39 \| \| New Zealand Albums Chart (Nova Zelândia) \| 6 \| \| Norway Albums Chart (Noruega) \| 12 \| \| Sweden Albums Chart (Suécia)[10] \| 48 \| \| Switzerland Albums Chart (Suíça)[11] \| 14 \| \| UK Albums Chart \| 2 \| - Álbum Regular 1. "Born To Try" (Delta Goodrem, Audius Mtawarira) - 4:13 2. "Innocent Eyes" (Delta Goodrem, Vince Pizzinga) - 3:53 3. "Not Me, Not I" (Delta Goodrem, Vince Pizzinga) - 4:25 4. "Throw It Away" (Barlow, Kennedy, Cathy Dennis) - 3:52 5. "Lost Without You" (Matthew Gerrard, Bridget Benenate) - 4:10 6. "Predictable" (Delta Goodrem, Kara DioGuardi, Rogers) - 3:40 7. "Butterfly" (Barlow, Kennedy, Tim Woodcock) - 4:00 8. "In My Own Time" (Delta Goodrem) - 4:06 9. "My Big Mistake" (Delta Goodrem, Barlow, Kennedy, Woodcock) - 3:44 10. "This is Not Me" (Delta Goodrem, Pizzinga) - 4:29 11. "Running Away" (Delta Goodrem, Barlow, Kennedy, Woodcock) - 3:21 12. "A Year Ago Today" (Delta Goodrem, Mark Holden, Paul Wiltshire) - 4:13 13. "Longer" (Delta Goodrem, Barlow, Kennedy, Woodcock) - 3:53 14. "Will You Fall For Me" (Delta Goodrem) - 3:59 - Versão Deluxe (DVD) 1. "Born To Try" (Vídeo Clipe) 2. "Lost Without You" (Vídeo Clipe) 3. "Born To Try" (Ao Vivo) 4. "Born To Try" (Making Off) 5. "Lost Without You" (Making Off) 6. "Delta In London" (Making Off do Álbum) - Delta Goodrem — vocais, piano, teclado - Mark Russell — cordenador de produção - John Fields — arranjos, teclado, produtor, engenheiro, arranjos de cordas, baixo, violão - Matthew Gerrard — arranjos, programação, produção, instrumentação - Gary Barlow — teclado, programação, produtor - Eliot Kennedy — produtor, violão - David Nicholas — produtor, vocais de apoio - Rick Wake — produtor - Daniel Denholm — condutor, arranjos de cordas - Mike Ruekberg — violão (barítono) - Steve MacKay — violão - Mark Punch — violão - Phil Solem — violão - Craig Myers — violão - Jeremy Meek — baixo - Chris Cameron — arranjos de cordas - Vince Pizzinga — violoncello - Ameena Khawaja— violoncello - Richard Sanford — piano - David Falzone — piano - Matt Mahaffey — reclado, ruídos - Billy Hawn — percussão - Dorian Crozier — baterias - Cathy Dennis — vocais (fundo) - Ami Richardson — vocais (fundo) - Bob Cadway — engenheiro - Chong Lim — engenheiro vocal - Jim Annunziatto — engenheiro assistente - Michael Brauer— mixagem - Greg Calbi — masterização - Robbie Adams — assisente - Sam Story — assistente - Blair Simmons — assistente 1. 2. 3. 4. 5. 6. 7. 8. 9. 10. 11. |              |
| Chart (2003) | Pico posição |
| Australian ARIA Albums Chart (Australia) | 1            |
| Austria Albums Chart (Áustria) | 27           |
| Finland Albums Chart (Finlândia) | 15           |
| France Albums Chart (França) | 39           |
| Germany Albums Chart (Alemanha) | 27           |
| Ireland Albums Chart (Irlanda) | 3            |
| Netherlands Albums Chart (Holanda) | 39           |
| New Zealand Albums Chart (Nova Zelândia) | 6            |
| Norway Albums Chart (Noruega) | 12           |
| Sweden Albums Chart (Suécia) | 48           |
| Switzerland Albums Chart (Suíça) | 14           |
| UK Albums Chart | 2            |